# Klosterkirche (Münsterschwarzach)

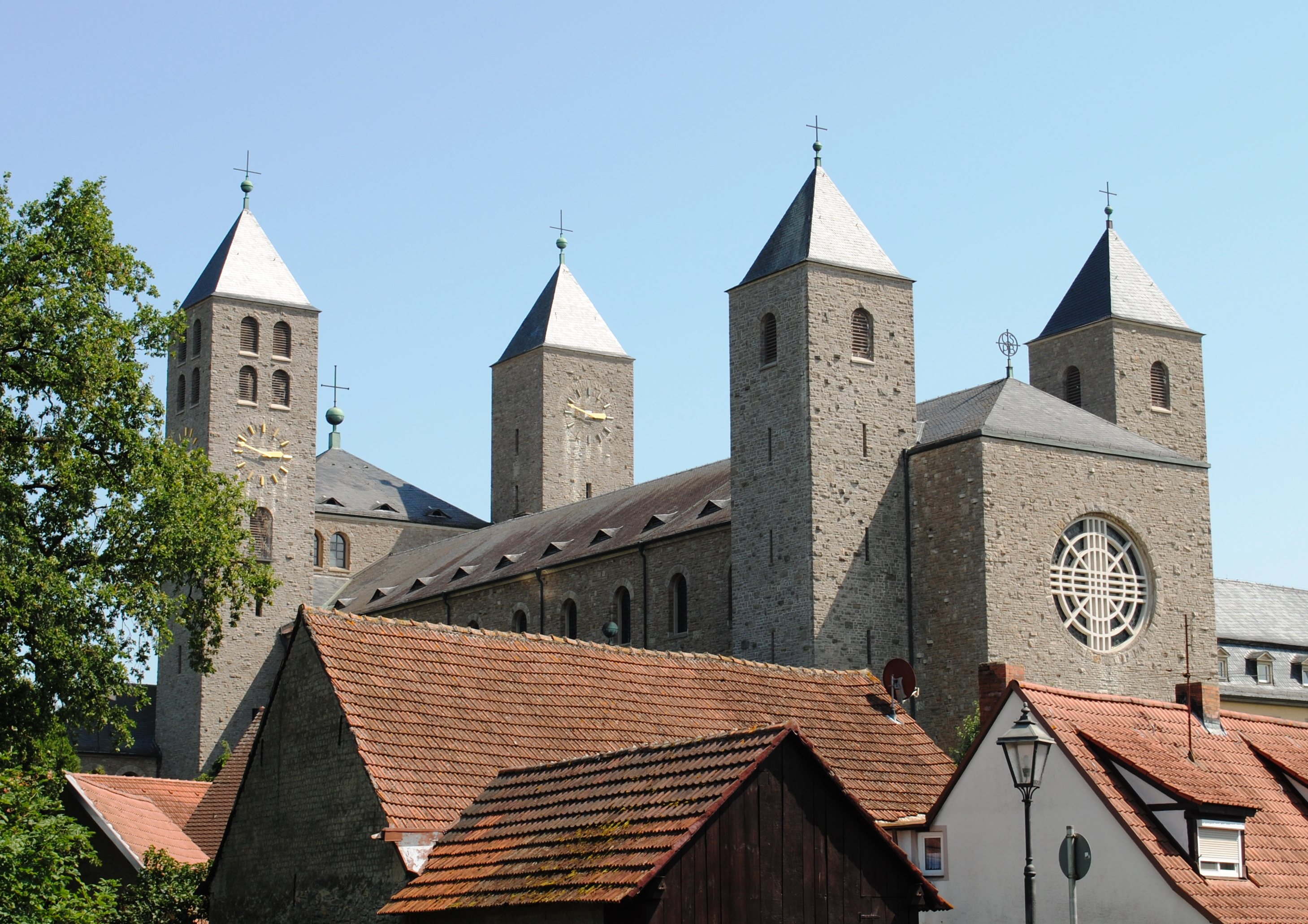
Die Klosterkirche in Münsterschwarzach

Die Klosterkirche (auch Albert-Boßlet-Kirche, Christ-Erlöser-Kirche) in Münsterschwarzach ist die heutige Kirche des Benediktinerklosters. Sie entstand ab dem Jahr 1935 und wurde von Albert Boßlet nach romanischem Vorbild errichtet.

## Baugeschichte

### Vorgeschichte (bis um 1841)

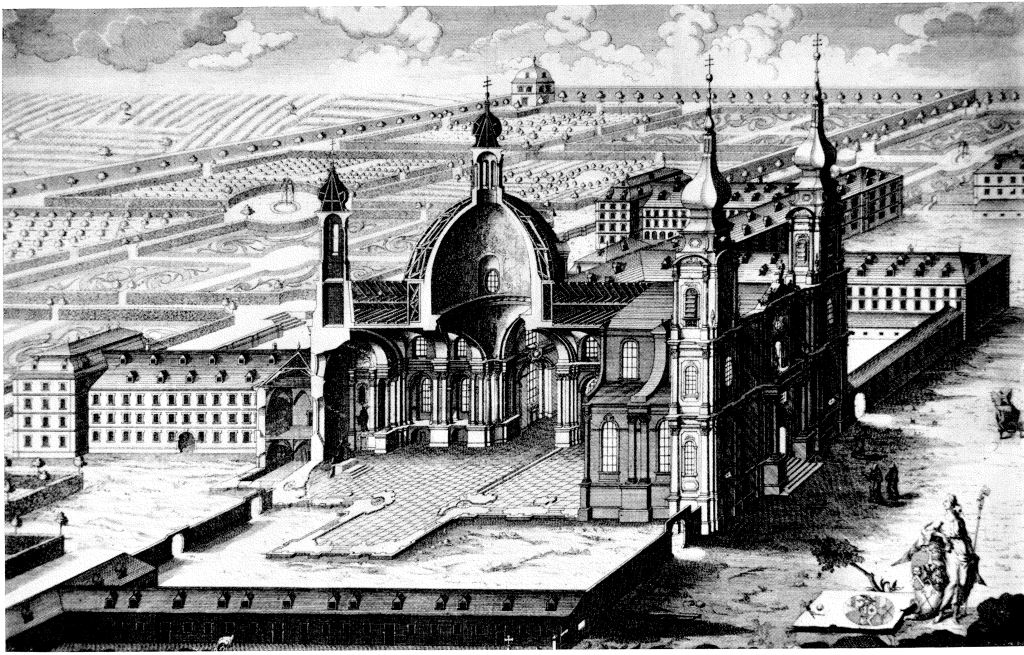
Die barocke Neumann-Kirche auf einem Kupferstich aus dem Jahr 1743

Bereits im späten 8. Jahrhundert existierte ein Frauenkloster auf dem Gebiet des heutigen Münsterschwarzach. Im Jahr 783 errichteten die Nonnen des Klosters eine erste, karolingische Klosterkirche, die den Heiligen Dionysius, Martin von Tours und dem Ordensgründer Benedikt unterstellt wurde. Wenige Jahrzehnte nach der Weihe verließen allerdings die Nonnen das Gelände und siedelten sich im Neumünster in Zürich an.
Mit dem Jahr 877 erreichten Mönche aus dem nahen Steigerwald den Main und besiedelten die leerstehenden Gebäude neu. Um 880 begannen sie mit dem Bau eines neuen Gotteshauses, da sich die liturgischen Anforderungen inzwischen gewandelt hatten. War zuvor ein freistehender Campanile neben der Kirche als Glockenturm genutzt worden, ersetzte man ihn nun durch einen Vierungsturm. Erst im 11. Jahrhundert zwangen die neuen Herren über die Abtei, die Bischöfe von Würzburg, die Mönche zur Errichtung einer neuen Kirche im Stile der Romanik.
Die neue Kirche wurde im Jahr 1023 geweiht. Unter dem Abt Egbert, der später seliggesprochen werden sollte, nahm man bis ins Jahr 1066 umfassende Veränderungen vor. Entstanden war eine dreischiffige Säulenbasilika mit einer großen Mönchskrypta unterhalb des Chores. Im Jahr 1152 erfolgten weitere Neuerungen: Ein Prunksarkophag für die Klostergründer Megingaud und seine Frau Imma stand nun im Mittelpunkt des Kirchenschiffs. Er diente als Gedenkstätte.
Nach Zerstörungen mussten im 14. Jahrhundert Teile des Gotteshauses wiedererrichtet werden. Zuvor, im Jahr 1230, waren zwei Glockentürme an das bestehende Gebäude angebaut worden. Die Kirche präsentierte sich nun im Stile der Gotik. Zu Beginn des 17. Jahrhunderts wurde dann die Barockisierung der Klosterkirche geplant, der Dreißigjährige Krieg vereitelte jedoch alle Neuanschaffungen. Erst unter Abt Augustin Voit begann die Erneuerung der Innenausstattung. Zu diesem Zeitpunkt war eine komplette Neuerrichtung der Klosterkirche noch nicht geplant.
Mit dem Jahr 1718 veränderten sich diese Pläne: Abt Januarius Schwab forcierte nun einen Neubau des Kirchengebäudes im Stile des Barock. Nachdem man zunächst mit Joseph Greissing verhandelt hatte, wurden unter seinem Nachfolger, dem jungen Balthasar Neumann, die Bauarbeiten begonnen. Im Jahr 1727 wurde der Grundstein für die neue Kirche gelegt. Bereits am 8. September 1743 konnte das Gotteshaus geweiht werden.
Die Kirchenausstattung der Neumann-Kirche wurde von den berühmtesten Malern der Zeit gestaltet. So schuf Giovanni Battista Tiepolo das Seitenaltarblatt der „Anbetung der Könige“. Mit der Säkularisation des Jahres 1803 wurde die Abtei Münsterschwarzach aufgehoben und die Klostergebäude nach längeren Verhandlungen dem Verfall preisgegeben. Im Jahr 1837 war bereits der nördliche Kirchturm eingestürzt, bereits 1841 waren von der Kirche nur noch Steinhaufen vorhanden.

### Wiederbesiedlung und Bauplanungen (bis 1935)
Im Jahre 1901 besiedelten die Missionsbenediktiner von St. Ottilien im unterfränkischen Ludwigsbad bei Wipfeld ihr erstes Tochterkloster. Bereits kurze Zeit nach der Gründung und der Errichtung einer Kirche in St. Ludwig stellte sich für die Mönche das Problem der Versorgung durch landwirtschaftliche Güter. Die Lage am Main begrenzte den klösterlichen Landbesitz um die neue Niederlassung und man begann ein Ausweichquartier zu suchen.
Fündig wurde man im etwa 25 Kilometer entfernten Münsterschwarzach. Am 31. Juli 1913 erwarben die Missionsbenediktiner das Gelände der ehemaligen Abtei als sogenannten Ökonomiehof, einige Mönche aus St. Ludwig besiedelten das Areal. Damals bestanden nur noch der sogenannte Altbau und die ehemalige Klostermühle. Bereits ein Jahr später errichteten die Mönche auf dem Hof eine neue Abtei und verlegten ihr Kloster an den alten Standort an der Schwarzach. Am 14. April 1914 wurde Münsterschwarzach mit dem feierlichen Einzug der Mönche wiederbesiedelt.
Langsam wurden die Konventsgebäude des alten Klosters wiedererrichtet, unterbrochen durch die Folgen der Inflation am Ende der 1920er Jahre. Die Mönche kamen indessen in zwei Notkirchen auf dem Abteigelände zum Gottesdienst zusammen. Ein erster Entwurf für ein neues Gotteshaus kam von Bruder Adalbert Modler und datierte auf den 3. Juli 1926. Das Konventsmitglied plante, eine dreischiffige Wandpfeilerbasilika mit angedeutetem Querhaus zu errichten.
Für die unmittelbare Folgezeit blieb das Projekt eines Kirchenneubaus jedoch nur eine Idee, bis 1931 ist lediglich noch ein Entwurf von Franz Blaser, der ebenfalls Mitglied des Konvents war, überliefert. Erst am 27. April 1931 stellte die Abtei eine Kirchenbau-Kommission auf, die, bestehend aus vier Fratres, die Pläne realisieren sollte. Wiederum folgte die Aufstellung mehrerer interner Entwürfe, darunter wiederum einer von Adalbert Modler. Am 10. August 1932 wurde die Kommission umstrukturiert und es wurden neue, vorläufige Bauprogramme erstellt.
In den Jahren 1932 bis 1934 wurden mehrere interne Dokumente im Kloster veröffentlicht, die das genaue Vorgehen für die Ausgestaltung der Bauphase zum Inhalt hatten. Schnell legte man sich darauf fest, dass die neue Kirche durch einen Künstlerwettbewerb, eine sogenannte Ideengabe, erfolgen sollte. In dieser Zeit sendeten immer mehr Mönche des Konvents ihre eigenen Ideen an die Baukommission, sodass Melber insgesamt 16 konventsinterne Entwürfe identifizieren konnte.
Nachdem bereits seit 1931 Initiativbewerbungen verschiedener Architekten vorlagen, darunter die im Juli 1932 eingereichte von Albert Boßlet, begann im Frühsommer 1934 der Ausschreibungswettbewerb. Insgesamt zehn Architekten bewarben sich und reichten bis zum September 1934 ihre Pläne für die Errichtung eines Gotteshauses ein. Aus dem Wettbewerb ging der, im Vorfeld favorisierte, Würzburger Architekt Albert Boßlet hervor.

### Albert Boßlets Kirchenbau (bis 1938)

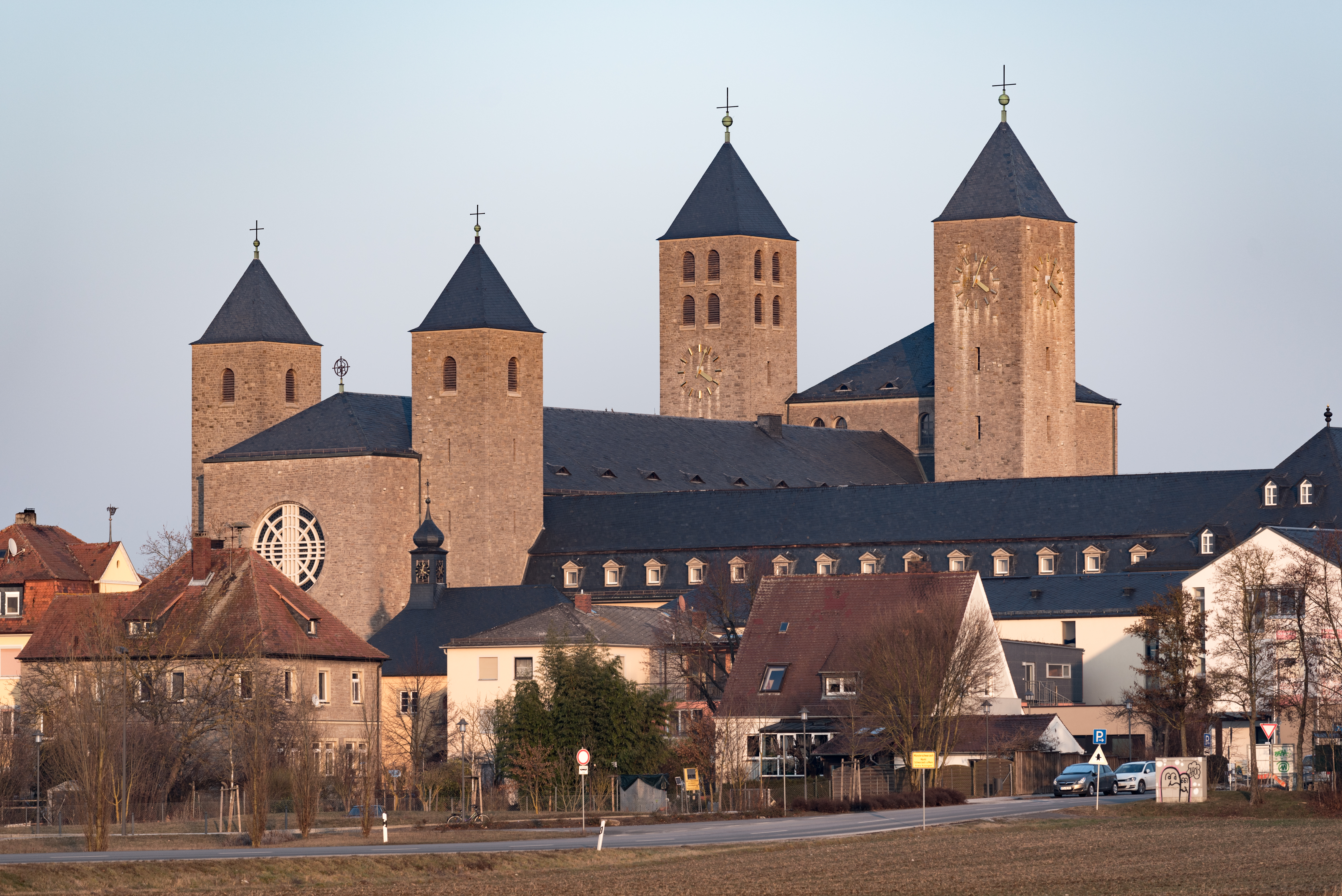
Kirche mit Klosteranlage

Nachdem noch im Jahr 1935 der Vertrag mit dem Architekten unterzeichnet worden war, begannen die konkreten Planungen für ein Gotteshaus. Ähnlich wie der Vorgängerbau von Balthasar Neumann sollte auch die Boßletkirche mit zwei Fronttürmen ausgestattet sein. Der Münchner Architekt entwarf zwei rechteckige Fassadentürme und ein niedriges Presbyterium im Osten der Anlage. Der Konvent plädierte jedoch für eine viertürmige Anlage, sodass auch hierzu ein Entwurf realisiert wurde. Abt Plazidus Vogel tendierte allerdings bald für die Lösung mit zwei Türmen und man reichte diese erste Fassung zur Genehmigung ein.
Im März 1935 lehnte man den geplanten Kirchenbau im bayerischen Kulturministerium ab. Grund war die fehlende Einpassung des massiven Gebäudes in die Umgebung. Wiederum begann Boßlet weitere Entwürfe zu zeichnen. Nun setzte sich die viertürmige Variante durch, die zunächst allerdings mit zwei achteckigen Fassadentürmen gezeichnet wurde. Im Januar 1936 präsentierte der Architekt dann das endgültige Modell der Kirche.
Die Bauarbeiten am Gebäude hatten schon im Juni 1935 begonnen und waren der Würzburger Baufirma Meixner übergeben worden. Seit März 1934 war bereits die Beschaffung des Baumaterials in vollem Gange. Man begann an der Stelle des nördlichen Querhausarms mit den Arbeiten, am 2. Juli 1935 hob man die Fundamente für den künftigen Ostturm aus und bis zum 16. Juli richtete man die Seitenschiffmauern der Nordseite auf. Der Grundstein für das Gotteshaus wurde am 28. Juli 1935 gelegt.
Mitte Oktober 1935 war bereits der nördliche Querschiffarm vollständig fertiggestellt, am Ende des Monats ragten die zwei Osttürme bereits 16 m in den Himmel. Im Dezember 1936 stellte man die Bauarbeiten – witterungsbedingt – vorerst ein, nur um sie im Januar 1936 mit der Betonierung des Dachgesimses wieder aufzunehmen. Anfang April 1936 wurde der erste Bauabschnitt mit der Vollendung des östlichen Turmpaares und Feier des Richtfestes für die Dachstühle beendet.
Nun vollendete man in einem zweiten Bauabschnitt die Klosterkirche. Noch im April 1936 wurde die Betonplatte über den Grundmauern eingezogen, im Juli vollendete man die Höhe der Hochschiffwände. Nachdem auch die Türme der Westseite bis Anfang August vollendet waren, führte man nur noch die Kapelle im Norden der westlichen Fassade fertig. Am 29. August 1936 feierten die Mönche das Richtfest ihrer neuen Kirche: Sie war im Rohbau vollendet.
Im Jahr 1937 begannen die Arbeiten an der Innenausstattung des Gotteshauses. Im Juli 1937 wurde die Gottesdienstbestuhlung für die Besucher fertiggestellt. Bis zum Ende des Jahres errichtete man die westliche Empore und begann zu Beginn des Jahres 1938 mit dem Einbau der Orgel und der Errichtung der Altarsteine. Mit einer feierlichen Konsekration konnte die Kirche am 11. September 1938 durch den Würzburger Bischof Matthias Ehrenfried ihrer Bestimmung übergeben werden.

### Veränderungen am Gebäude (bis heute)
Erste Veränderungen am Gotteshaus wurden Mitte der sechziger Jahre vorgenommen. Das Zweite Vatikanische Konzil hatte weitreichende Veränderungen der Feier der Liturgie verabschiedet, die auch am Kirchenbau selbst sichtbar werden sollten. 1965 errichteten die Klosterwerkstätten einen neuen Volksaltar und ein neues Lesepult. Die Gestaltung der neuen Ausstattungselemente wurde in den Gotteshäusern der Umgebung, leicht verändert, übernommen.
Im Jahr 1987 folgte eine umfassende Innenrenovierung der gesamten Klosterkirche. 1988 stand das fünfzigste Jubiläum des Weihetages bevor und die Mönche wollten ihre Kirche neu präsentieren. Ab Mai 1987 arbeiteten die klostereigenen Betriebe an der Raumerneuerung, für die Schaffung neuer liturgischer Ausstattung wurde der Bildhauer Hubert Elsässer aus Gröbenzell verpflichtet. Am 20. Dezember 1987 erfolgte die Weihe des neuen Hochaltars durch Bischof Paul-Werner Scheele. Das Bayerische Landesamt für Denkmalpflege ordnet das Kirchengebäude als Baudenkmal unter der Denkmalnummer D-6-75-165-28 ein.

## Beschreibung
Die Kirche präsentiert sich heute als dreischiffige Vierturmanlage. Ein Querhaus fehlt vollständig. Der Bau ist geostet und schließt auf der Chorseite gerade ab. Im Westen befindet sich eine große Vorhalle. Das Langhaus ist achtjochig und lässt die Kirche als einen Mischtypus zwischen Basilika, nach mittelalterlichem Vorbild, und einer Wandpfeilerkirche des Barock erscheinen. Die Länge der Kirche beträgt 88 m, die Breite 31 m, die Höhe 26 m, während die Osttürme 52 m und die Westtürme 38 m messen.

### Westfassade

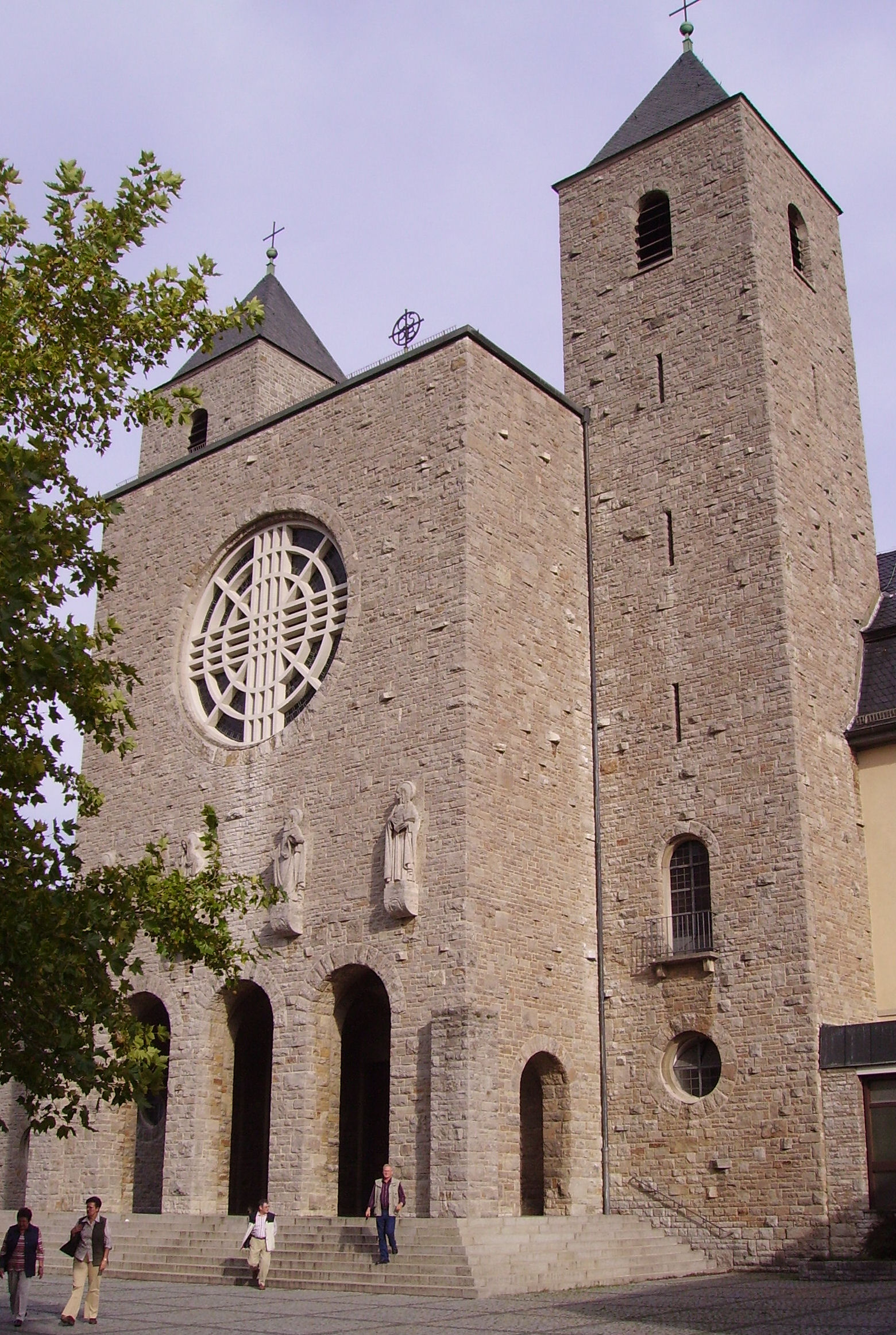
Westfassade

Die Westfassade wird durch die zwei großen, quadratischen Türme geprägt. Das Areal des Gotteshauses wird durch eine breite Freitreppe betreten. Drei große Rundbogenportale bilden den Eingang zur Klosterkirche. Die Fassade wird durch ein großes Rundfenster durchlichtet, das allerdings die einzige Lichtquelle an dieser Stelle bildet. Es wird durch ein griechisches Kreuz gefüllt. Der Fassadenmittelbau springt vor und bildet so Kanten, die die Portalzone einrahmen.
Weitere Gliederungselemente stellen lediglich die vier halbplastischen Figuren der vier Evangelisten dar, die unterhalb des Fensters zu finden sind. Sie wurden mit ihren Symbolwesen dargestellt und sind deshalb leicht zu identifizieren. Geschaffen wurden sie von Valentin Kraus, der selbst als Laienbruder Teil der Klostergemeinschaft war. Die zweiflügeligen Portale stammen aus den Werkstätten der Abtei und wurden 1938 geschaffen.
Durch heraldische Zeichen über den Portalen symbolisiert der Bau die Kontinuität der Besiedlung. Zentral ist das Wappen der Abtei zu erkennen, im Norden wurde das Wappen des Wiedergründers Abt Plazidus Vogel angebracht, das rechts blickende, lagernde Reh verweist auf seine Herkunft aus dem bayerischen Rehau. Südlich prangt das Wappen des Burkhard Utz aus dem nahen Sommerach, dessen Herkunft durch die Weintrauben dargestellt ist.

### Längsseiten und Ostfassade
Die Nordseite der Klosterkirche, als einzige freistehend und nicht von Klostergebäuden umgeben, bildet die Schaufront der Längsseiten. Nördlich der Fassade befindet sich auch das angebaute, sogenannte Oratorium der Mönche. Zehn gleichmäßig verteilte Ochsenaugen im Untergaden gliedern die Seite. Darüber erheben sich neun Obergadenfenster, die als Rundbogenfenster gestaltet wurden. Die Südseite entspricht ihrem nördlichen Pendant weitgehend, statt der Anbauten des Oratoriums schließen die Konventstrakte hier ans Gebäude an.
Simultan der Westfassade schließt auch die Ostfassade ab. Wiederum sind die zwei Rechtecktürme Gliederungselemente dieser Seite. Ein kleiner Balkon auf dem Ostturm wiederholt ein Element der Westfassade. Südlich ist dagegen ein Turm mit vier Uhren zu finden, der der einzige ohne Glocken ist. Wiederum durchlichtet lediglich ein großes Rundfenster die Ostfassade.

### Innenarchitektur

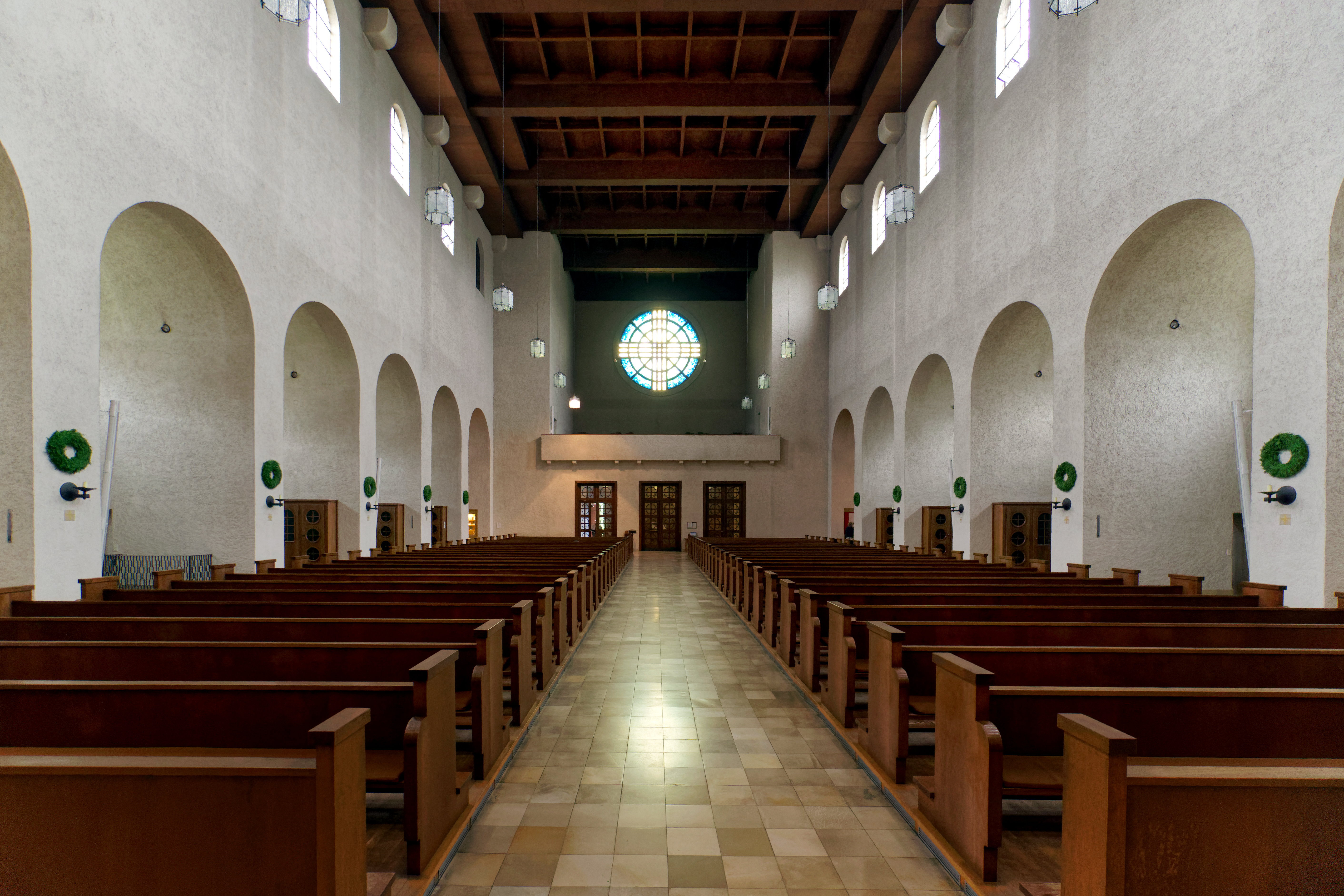
Innenraum mit Blick nach Westen

Nach dem Betreten der Kirche befindet man sich in der sogenannten Windfanghalle. Sie wird kaum durchlichtet und bildet eine Art Durchgang zu den Räumen im Erdgeschoss. So erreicht man im Süden die Totenkapelle, im Norden betritt man das Treppenhaus über das die westliche Empore betreten werden kann. Drei weitere Portale, die mit gläsernen Türen ausgestattet wurden, bilden den Übergang zum Langhaus der Klosterkirche.
Das Langhaus der Kirche ist flachgedeckt und entspricht in seinem Inneren dem Bautypus der Basilika. Sieben Arkadenbögen gliedern die Mauerfläche. Die Abseiten der Seitenschiffe bilden acht Anräume, von denen jedoch nur die mittleren sechs als Nebenkapellen vorgesehen sind. Die beiden anderen Abseiten bilden den Übergang zu anderen Teilen des Klosters. Im Osten findet sich die Krypta als Unterkirche.
Der Mönchschor ist tonnengewölbt und befindet sich im Osten des Langhauses. Ein großer Bogen leitet zu diesem Bauteil über. Drei rundbogige Wandvertiefungen auf jeder Seite nehmen die großen Orgelwerke auf. Weiter östlich ist das Presbyterium zu finden. Es weist im Süden die Empore für kranke Mitglieder der Gemeinschaft auf, während drei Rundbogenstellungen den Blick auf die anschließenden Teile der Laienbrüder freigibt.

## Ausstattung

### Hochaltar

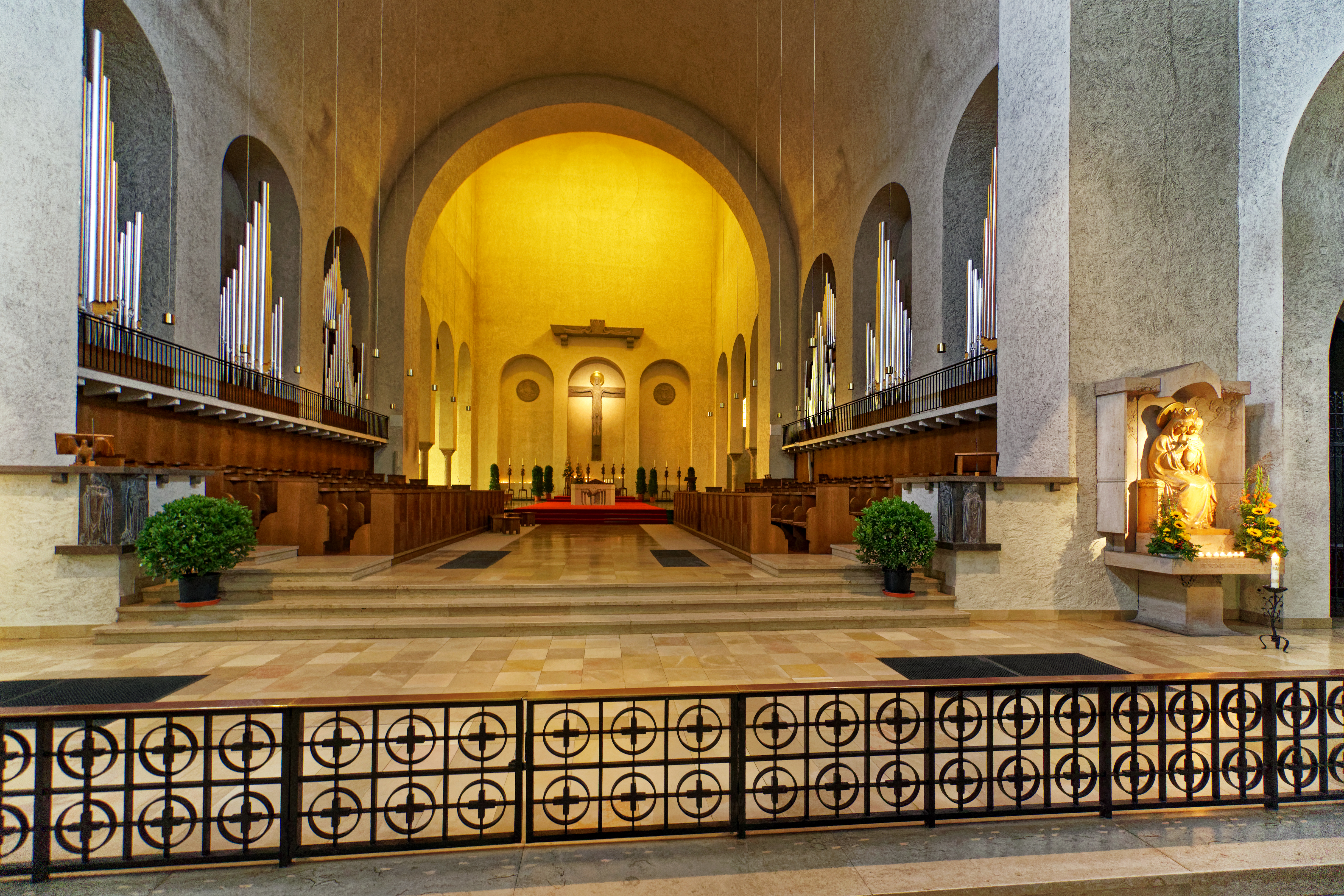
Chorraum mit den Orgeln

Die Idee des Hochaltars geht unverändert auf eine Idee des Architekten Albert Boßlet zurück. Da der Architekt bereits 1936 einen ersten Entwurf zeichnete, konnten die Klosterwerkstätten unter der Leitung von Maurus Kraus bereits wenige Monate später mit den Arbeiten am neuen Hochaltar beginnen. Zwischen 1936 und 1938 arbeitete man am monumentalen Aufbau des Hochaltars, bevor er noch 1938 in der Klosterkirche Aufstellung fand.
Mittelpunkt des Altars bildet die Gestalt des Gekreuzigten. Der Korpus der vollplastischen Skulptur besitzt eine Höhe 3,8 m und wurde aus vier Blöcken Kirchheimer Marmor geschaffen. Die Darstellung entspricht dem Typus des triumphierenden Christus, sie steht auf einem T-förmigen Balken. In den Wandnischen neben der Figur sind Medaillons mit alttestamentlichen Darstellungen zu finden. Ein vergoldeter und versilberter Tabernakel wurde vor der Christusfigur angebracht.
Im Zuge der Innenrenovierung des Jahres 1987 entfernte man den alten Hochaltar, um den Neuerungen des Konzils von 1965 Rechnung zu tragen. Der neue Altar wurde von Hubert Elsässer geschaffen und war wie ein Fels gestaltet. In der Mitte jeder Seite wurden zentrale Symbole des Glaubens gearbeitet: Drei Brote, eine Weintraube, ein geopfertes Lamm und das Lamm Gottes auf dem Buch mit sieben Siegeln. Der alte Tabernakelaltar wurde auf der Nordseite des Chorbogens aufgestellt.

### Seitenaltäre
Die Seitenaltäre, die sich in den Nebenoratorien im Langhaus befinden, entstammen ganz unterschiedlichen Schaffensperioden. Unterbrochen durch den Ausbruch des Zweiten Weltkriegs zog sich die Ausstattung der Seitenkapellen über 50 Jahre hin. Insgesamt finden sich zwölf Seitenaltarreliefs in den Oratorien. Bereits zwischen 1936 und 1938 wurden die Unterbauten der Seitenaltäre von der Klosterwerkstatt geschaffen.

#### Werkgruppe Maurus Kraus
Der Münsterschwarzacher Bruder Maurus Kraus schuf zunächst die Entwürfe für die Altäre im äußersten Osten und der beiden westlich anschließenden Seitenkapellen im Süden. Sie wurden von 1940 bis 1947 geschaffen und können als eine Werkgruppe bezeichnet werden, obwohl eine vierjährige Pause durch den Zweiten Weltkrieg ausgelöst wurde. Alle Altäre, die nach Maurus Kraus geschaffen wurden, bestehen aus hellem Treuchtlinger Marmor.
Erster fertiggestellter Altar war 1940 die Darstellung des Ordensgründers Benedikt von Nursia. Eine Frontaldarstellung des Heiligen mit Bart und Nimbus ziert den Altar. In seiner linken hält Benedikt ein Buch, während die rechte zur Segensgeste erhoben ist. Im April 1941 vollendete man den Aufbau des Gregoraltars in der dritten östlichen Seitenkapelle der Südseite. Zunächst begann der Laienbruder Nikanor Schießl die Arbeit an dem Werk, nach seinem frühen Tod vollendete der Würzburger Hans Weber das Werk.
Nach dem nationalsozialistischen Klostersturm ruhten die Arbeiten an den Seitenaltarreliefs für längere Zeit. Erst im Mai des Jahres 1947 konnte das südliche Pendant des Benediktsaltars vollendet werden. Es war der heiligen Scholastika, Schwester des Klostergründers, geweiht. Die Skulptur wurde vom Würzburger Fried Heuler geschaffen. Die Bonifatiuskapelle, westlich der Scholastika, wurde ebenfalls 1947 gefüllt. Bonifaz Nüdling vollendete das Werk seines Vorgängers Maurus Kraus.

#### Werkgruppe Bonifaz Nüdling und Otto Sonnleitner
Nach den Arbeiten, die aus den Entwürfen des Maurus Kraus hervorgingen, dauerte es wiederum einige Jahre, bis sein Nachfolger als Leiter der Klosterwerkstätten, Bonifaz Nüdling, die Seitenaltäre der Kirche weiter vervollständigte. Die Seitenaltäre entstanden zwischen 1950 und 1961. Ab 1959 zog Nüdling vermehrt den Bildhauer Otto Sonnleitner hinzu, der auch das letzte Werk dieser Gruppe 1961 vollendete.
Zunächst wurde der Maurus-Placidus-Altar im westlich vom Benediktsaltar gelegenen Oratorium aufgestellt. Nüdling hatte die Skulpturengruppe 1950 zusammen mit seinem Mitbruder Friedgar Baumgärtner geschaffen. Dargestellt ist eine Szene aus den Dialogi des Papstes Gregor des Großen: Der heilige Maurus rettet den jungen Placidus vor dem Ertrinken, da er von Gott die Fähigkeit erhalten hatte, über Wasser zu gehen.
Die Johannes-Kapelle mit dem Relief Johannes des Täufers wurde von Nüdling erst Ende Juni 1955 vollendet. Sie schließt westlich der Maurus-Placidus-Kapelle an und wurde mit einer Skulptur des Täufers gestaltet. Den berühmten Heiligen des Bistums Würzburg ist die weiter westlich gelegene Kapelle gewidmet. In einer Skulptur, die auf eine Gemeinschaftsarbeit Nüdlings mit Otto Sonnleitner zurückgeht, ist der Würzburger Bischof Adalbero, der Klosterretter Egbert und der heilige Makarius von Würzburg zu erkennen.
Wiederum eine gemeinsame Arbeit von Nüdling und Sonnleitner ist der gegenüberliegende Altar. Er ist den Bischöfen Burkard (von Würzburg) und Willibald (von Eichstätt) gewidmet. Ebenso wird hier der heilige Martin von Tours verehrt. Im September 1961 kam das letzte Relief dieser Ausstattungsphase in die Kirche. Otto Sonnleitner schuf die Darstellung der Bistumspatrone Kilian, Kolonat und Totnan in der fünften Kapelle der Südseite.

#### Werkgruppe Lore Friedrich-Gronau
Als letzte Werkgruppe schuf Lore Friedrich-Gronau aus dem niederschlesischen Görlitz ab 1981 die verbliebenen Altarreliefs im westlichen Langhaus. Sie vollendete ihre Arbeit im Jahr 1982 und komplettierte somit die Ausstattung der Klosterkirche. Friedrich-Gronau schuf Hochreliefs mit Steingussplatten. So zeigt die fünfte Kapelle der Nordseite die Heiligen Walburga von Heidenheim, Thekla von Kitzingen und Lioba von Tauberbischofsheim und damit Frauen die im Bistum Würzburg wirkten.
Die sechste, nördliche Seitenkapelle, zu Beginn des Jahres 1982 fertiggestellt, ist den Missionaren gewidmet. So sind die Bischöfe Liudger, der Apostel des Frieslandes, Ansgar, Missionar in Skandinavien, und der heilige Anselm von Canterbury dargestellt. Südlich entstand ein Relief mit drei weiteren Frauengestalten. Links ist die Mystikerin Gertrud von Helfta zu sehen, während rechts Mechthild von Hackeborn gezeigt wird. In der Mitte befindet sich Hildegard von Bingen.

### Epitaphe

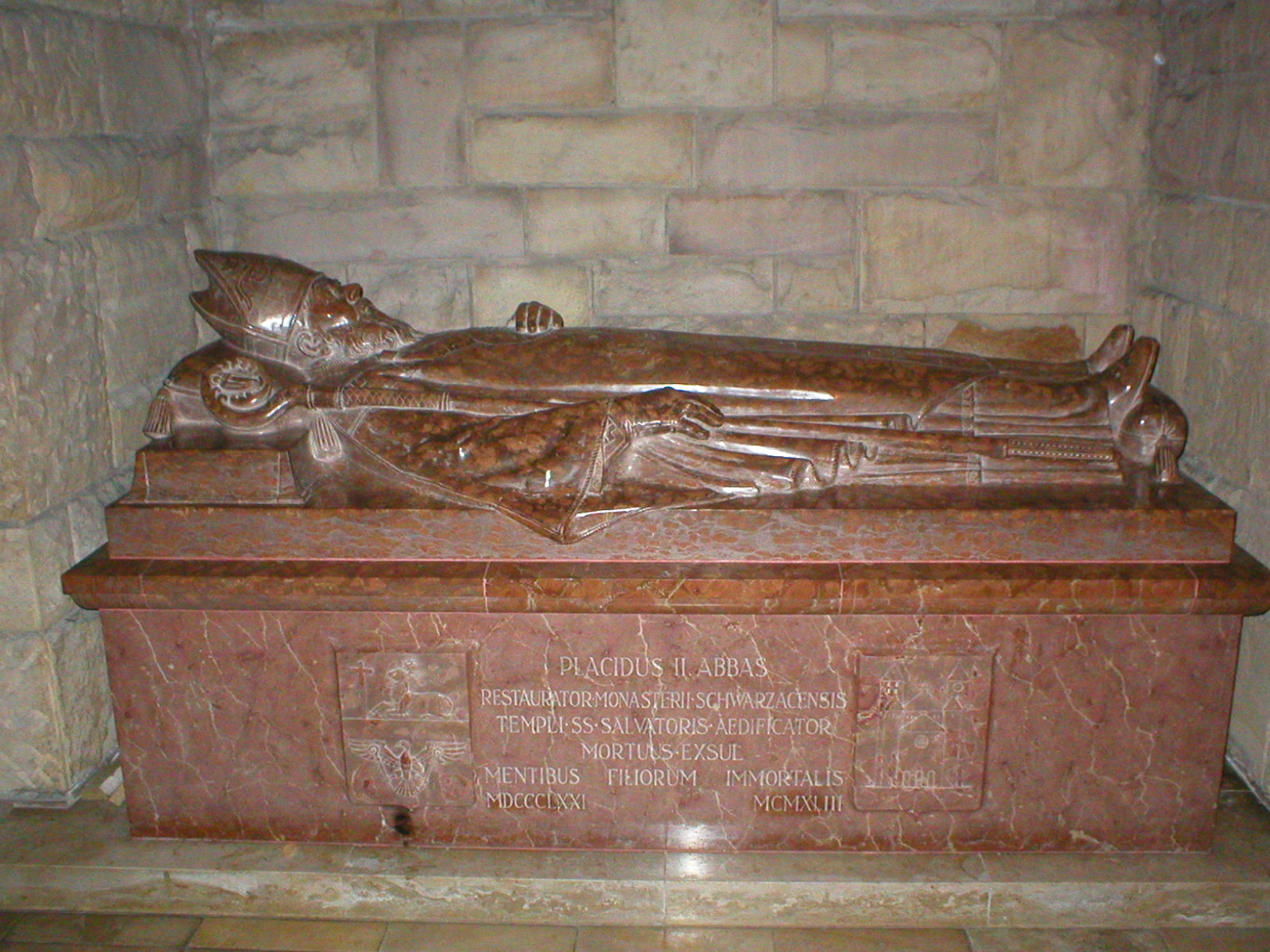
Das Hochgrab des Abtes Plazidus Vogel

Auf dem Weg zur Krypta findet sich das Hochgrab des Gründerabtes Plazidus Vogel. Der Abt verstarb im Exil im Kloster der Erlöserschwestern in Lülsfeld, da die Nationalsozialisten die Abtei zeitweise aufgehoben hatten. Erst nach dem Zweiten Weltkrieg konnten die sterblichen Überreste des Prälaten umgebettet werden. Hierzu schuf Fried Heuler aus Würzburg 1947 eine große Liegefigur aus Kirchheimer Marmor.
In der Scholastika-Kapelle (der östlichsten Kapelle im südlichen Seitenschiff) ist Burkhard Utz († 1960) bestattet, der zweite Abt nach der Wiedergründung. Seine Grabstätte ist mit einer Marmorplatte im Fußboden markiert; in lateinischen Majuskeln wird das Leben des Abtes kurz beschrieben. Zusätzlich wurde an der Westwand des Oratoriums eine Bronzetafel für den Verstorbenen befestigt. Sie stammt vom Münchner Künstler Hans Mays und wurde nach Entwürfen von Otto Sonnleitner 1961 gearbeitet.
In der benachbarten Bonifatius-Kapelle haben Abtbischof Joachim Ammann und Abt Bonifaz Vogel († 2004) ihre Grabstätte. Ammann stand von 1932 bis 1948 dem Bistum Mtwara in Tansania vor. Sein Grabdenkmal, eine Bronzetafel, wurde von der klostereigenen Schmiede gegossen. Maßgeblich wurde sie vom damaligen Leiter der Schmiede, Bruder Adelmar Dölger, geschaffen. Neben dem Wappen des Bischofs werden seine Lebensdaten zusammengefasst. Das Epitaph für Abt Vogel, der die Abtei von 1959 bis 1982 leitete, stammt aus dem 21. Jahrhundert. Die hochrechteckige Bronzeplatte wurde in den Abteiwerkstätten hergestellt. Die Inschrift fasst in aller Kürze die Lebensdaten des Abtes zusammen.
Allen Mönchen, die in der Klosterkirche und ihren Vorgängerbauten beigesetzt wurden, ist die Memorialanlage aus dem Jahr 1987 gewidmet, die an der Südwand der Gregorkapelle angebracht wurde. Den Text hatte der Mönch Rhabanus Erbacher entworfen. In Großbuchstaben findet sich hier die Aufgabe der Benediktinermönche: IN GENERATIONEM ET GENERATIONEM ANNUNTIABIMUS LAUDEM TUAM (lat. Von Generation zu Generation werden wir dein Lob verkünden).

### Orgel

#### Geschichte
Bereits aus dem Jahr 1546 ist eine Orgel in der romanischen Walther-Egbert-Kirche von Münsterschwarzach nachgewiesen. Das Instrument war im Schmalkaldischen Krieg beschädigt worden und musste 1581 ausgetauscht werden. Man beauftragte den Heidingsfelder Matthias Eckstein mit dem Bau. 1620 wechselte das Instrument den Standort und wurde von Martin Schonat aus Kitzingen umfassend renoviert. Für die barocke Klosterkirche von Balthasar Neumann entstand dann lediglich eine neue Chororgel, das alte Instrument blieb auf der Westempore stehen.

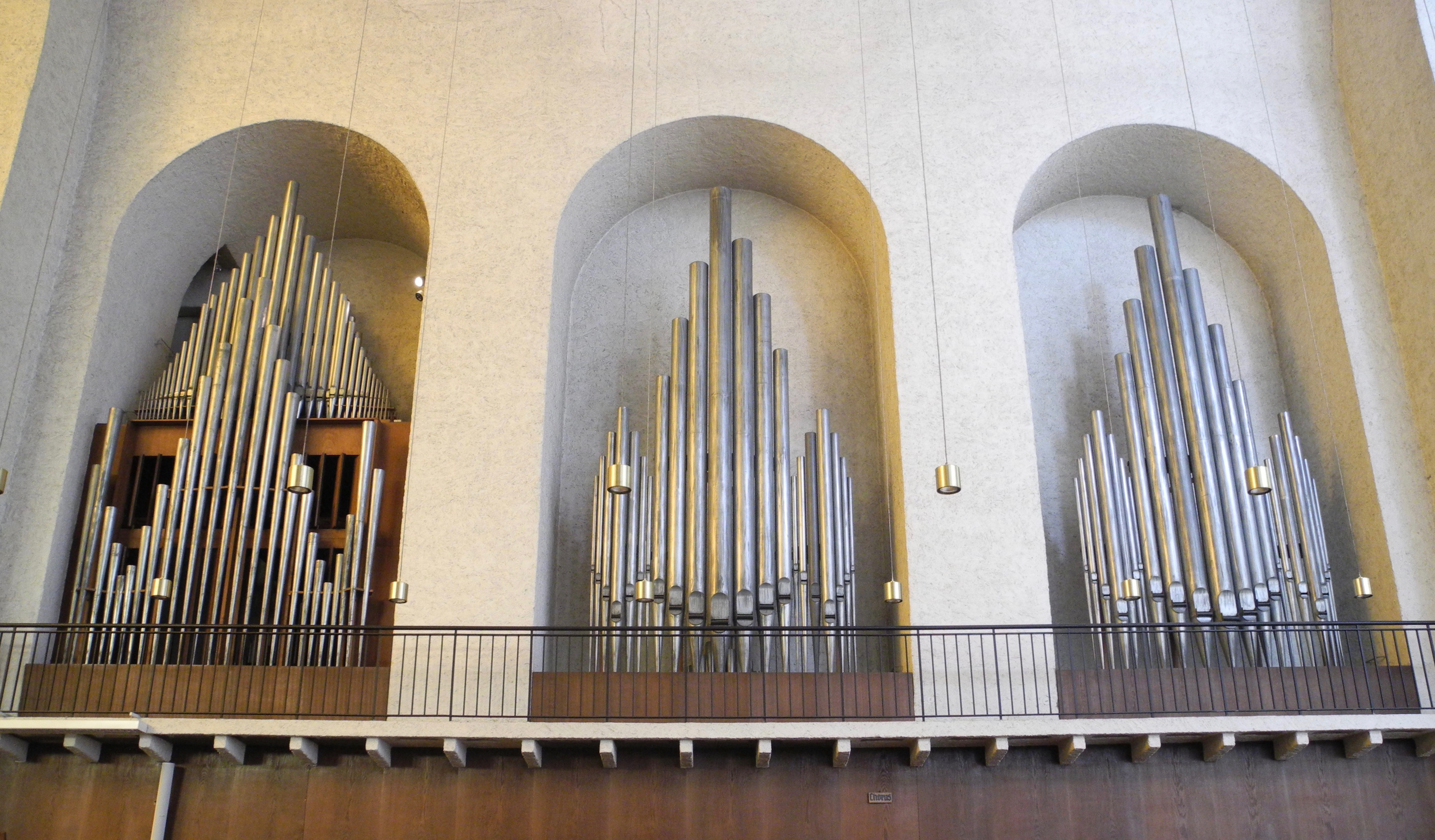
Die Orgel im Chorraum der Klosterkirche

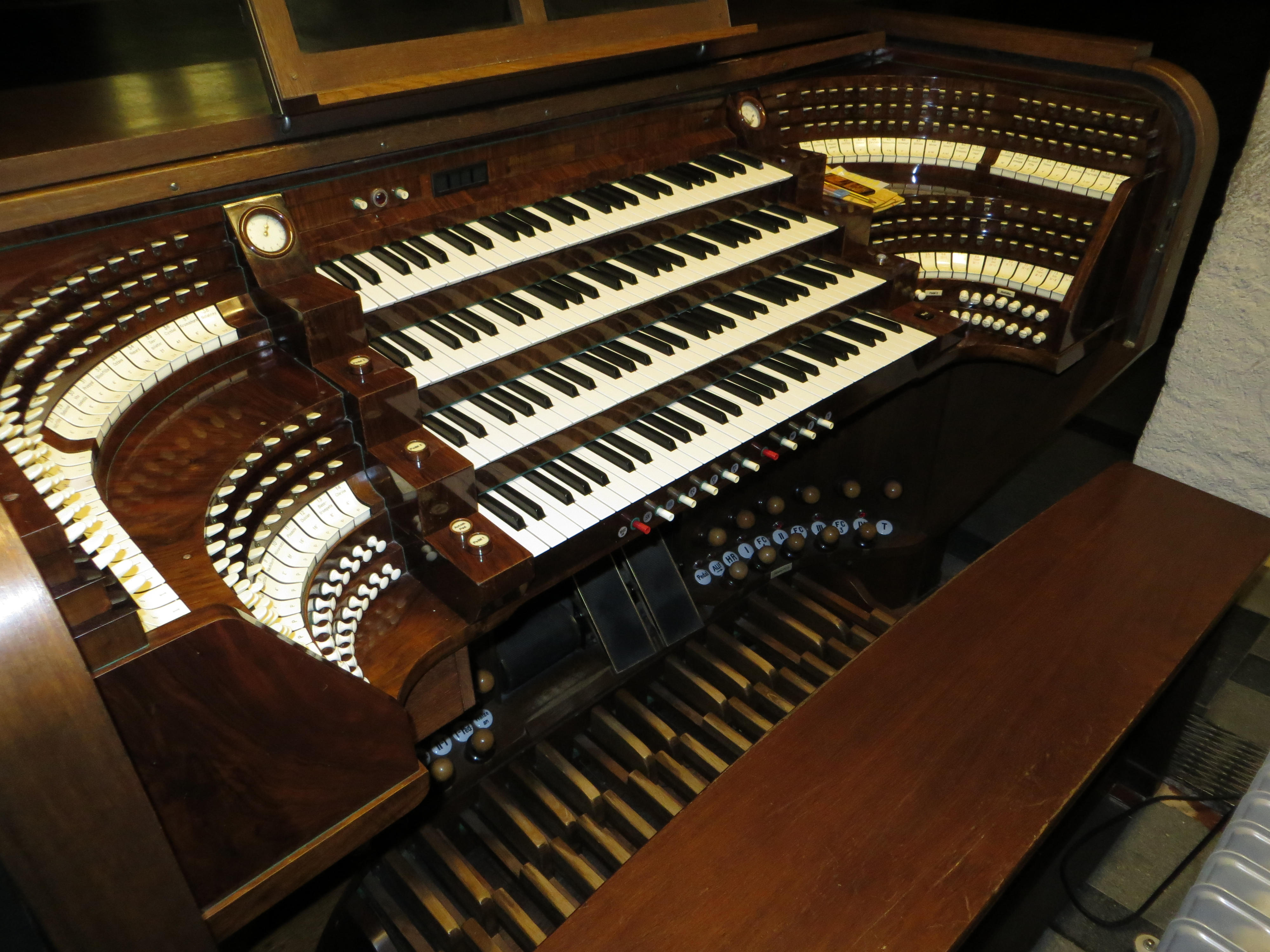
Der Spieltisch der Klais-Orgel im Chorraum

Nach der Wiederbesiedlung benötigte das neu zu errichtende Münster eine große Orgel, hierzu beauftragte man die Bonner Orgelbaufirma Klais. Im Jahr 1937 wurde das Instrument als Opus 873 im Chorraum der Klosterkirche aufgestellt. Die nationalsozialistischen Machthaber setzten durch, dass die Orgelpfeifen aus Zink und einer Zinn-Blei-Legierung statt des sonst üblichen Zinns entstanden. Im Jahr 1987 wurde die Orgel einer umfassenden Renovierung unterzogen.

#### Disposition
Das Instrument ist zu beiden Seiten des Chorraumes in jeweils drei Nischen untergebracht, entspricht der Aufstellung nach also einer Chororgel. Jedoch lässt seine Größe erkennen, dass es zugleich raumfüllende Hauptorgel ist. So umfasst das Orgelwerk 60 Register (4.338 Pfeifen), welche auf die vier Manualwerke und das Pedal verteilt sind.
Die Pfeifen stehen auf elektro-pneumatischen Kegelladen. 1987 wurde eine 96-fache elektronische Setzeranlage nachgerüstet, welche im Jahr 2012 durch eine 3000-fache Setzeranlage mit USB-Anschluss ersetzt wurde. Das Steuertableau der Setzeranlage wurde durch einen Schiebemechanismus so unauffällig in den Spieltisch integriert, dass dessen historisches Bild unbeeinträchtigt blieb.
| I Hauptwerk C–g3 |                 |        |
| 1.               | Prinzipal       | 16′    |
| 2.               | Oktave          | 8′     |
| 3.               | Rohrflöte       | 8′     |
| 4.               | Gemshorn        | 8′     |
| 5.               | Rohrquinte      | 5 1⁄3′ |
| 6.               | Superoctave     | 4′     |
| 7.               | Koppelflöte     | 4′     |
| 8.               | Quinte          | 2 ⁄3′  |
| 9.               | Flachflöte      | 2′     |
| 10.              | Rauschpfeife IV | 2'     |
| 11.              | Mixtur VI       | 1 ⁄3′  |
| 12.              | Bombarde        | 16′    |
| 13.              | Trompete        | 8′     |

| II Oberwerk C–g3 |                 |       |
| 14.              | Prinzipal       | 8′    |
| 15.              | Spitzflöte      | 8′    |
| 16.              | Singend Gedackt | 8′    |
| 17.              | Violflöte       | 8′    |
| 18.              | Octave          | 4′    |
| 19.              | Zartflöte       | 4′    |
| 20.              | Gemsquinte      | 2 ⁄3′ |
| 21.              | Schwegel        | 2′    |
| 22.              | Sifflöte        | 1′    |
| 23.              | Mixtur IV–VI    | 1 ⁄3′ |
| 24.              | Scharff III–IV  | 2⁄3′  |
| 25.              | Kopftrompete    | 8′    |
| 26.              | Trichterregal   | 4′    |

| III Unter-Schwellwerk C–g3 |                  |       |
| 27.                        | Quintadena       | 16′   |
| 28.                        | Geigenprinzipal  | 8′    |
| 29.                        | Bordunalflöte    | 8′    |
| 30.                        | Octave           | 4′    |
| 31.                        | Querflöte        | 4′    |
| 32.                        | Waldflöte        | 2′    |
| 33.                        | Progressio III–V | 2 ⁄3′ |
| 34.                        | Dulcian          | 16′   |
| 35.                        | Trompette harm.  | 8′    |
|                            | Tremulant        |       |

| IV Brust-Schwellwerk C–g3 |                |       |
| 36.                       | Holzflöte      | 8′    |
| 37.                       | Salicional     | 8′    |
| 38.                       | Vox coelestis  | 8′    |
| 39.                       | Prinzipal      | 4′    |
| 40.                       | Blockflöte     | 4′    |
| 41.                       | Octave         | 2′    |
| 42.                       | Nasard         | 1 ⁄3′ |
| 43.                       | Sesquialter II |       |
| 44.                       | Cymbel IV      | 1 ⁄3′ |
| 45.                       | Krummhorn      | 8′    |
| 46.                       | Schalmey       | 4′    |
|                           | Tremulant      |       |

| Pedal C–f1 |                       |       |
| 47.        | Untersatz             | 32′   |
| 48.        | Prinzipalbass         | 16′   |
| 49.        | Subbass               | 16′   |
| 50.        | Zartbass (Tr. aus 27) | 16′   |
| 51.        | Octavbass             | 8′    |
| 52.        | Gedacktbass           | 8′    |
| 53.        | Choralbass            | 4′    |
| 54.        | Bassflöte             | 4′    |
| 55.        | Nachthorn             | 2′    |
| 56.        | Hintersatz V          | 2 ⁄3′ |
| 57.        | Dulcian (Tr. aus 34)  | 16′   |
| 58.        | Posaune               | 16′   |
| 59.        | Basstrompete          | 8′    |
| 60.        | Clarine               | 4′    |

- Koppeln: II/I, III/I, IV/I, III/I super (durchgebaut), IV/I sub, III/II, IV/II, III/II super (durchgebaut), IV/II sub, IV/III I/P, II/P, III/P, IV/P
- Spielhilfen: 3000-fache Setzeranlage, 3 freie Kombinationen (dritte geteilt für Manuale und Pedal schaltbar), Handregister zu allen Kombinationen zuschaltbar, 2 freie Pedalkombinationen, automatische Pedalumschaltung, 3 feste Kombinationen (MF, F und T), General- und Einzelabsteller für Zungen, General- und Einzelabsteller für Manual 16′ und Pedal 32′, Crescendowalze mit Anzeiger, Fußpistons (für: Zungen ab, alle Normalkoppeln, Walze an, Schrittschalter für Setzeranlage, Handregister, Freie Kombinationen 1–3, geteilte FC 3, Tutti)[27]

### Glocken
Das heutige Geläut der Abteikirche wurde nach dem Zweiten Weltkrieg gegossen – 1947 drei kleine Glocken, und 1950 drei große Glocken. Im Gebrauch ist ferner eine historische Glocke aus dem Jahr 1361/62, die nach dem Krieg wieder nach Münsterschwarzach gelangte. Im Jahr 2011 wurde der stählerne Glockenstuhl durch einen neuen hölzernen Glockenstuhl ersetzt. Im Zuge der Umbauarbeiten wurde eine neue Horenglocke gegossen, welche die historische Glocke aus dem 14. Jahrhundert entlastet und nun zum Stundengebet ruft. Die Evangelistenglocke läutet nur noch an hohen Feiertagen sowie in der Oster- und Weihnachtszeit jeweils zur Mittagshore und zur Komplet.
| Glocke | Name              | Gussjahr | Gießer                    | Durchmesser | Masse   | Nominal |
| ------ | ----------------- | -------- | ------------------------- | ----------- | ------- | ------- |
| 1      | Christus Salvator | 1950     | Karl Hamm, Regensburg     | 189 cm      | 3650 kg | A°      |
| 2      | St. Benedikt      | 1950     | Karl Hamm, Regensburg     | 157 cm      | 2100 kg | c′      |
| 3      | Ave Maria         | 1950     | Karl Hamm, Regensburg     | 140 cm      | 1700 kg | d′      |
| 4      | St. Felizitas     | 1947     | Karl Hamm, Regensburg     | 120 cm      | 1050 kg | e′      |
| 5      | St. Josef         | 1947     | Karl Hamm, Regensburg     | 100 cm      | 650 kg  | g′      |
| 6      | St. Placidus      | 1947     | Karl Hamm, Regensburg     | 80 cm       | 470 kg  | a′      |
| 7      | Evangelisten      | 1361/62  |                           |             |         | b′      |
| 8      | Egbert            | 2012     | Albert Bachert, Karlsruhe |             |         | c″      |

### Weitere Ausstattung

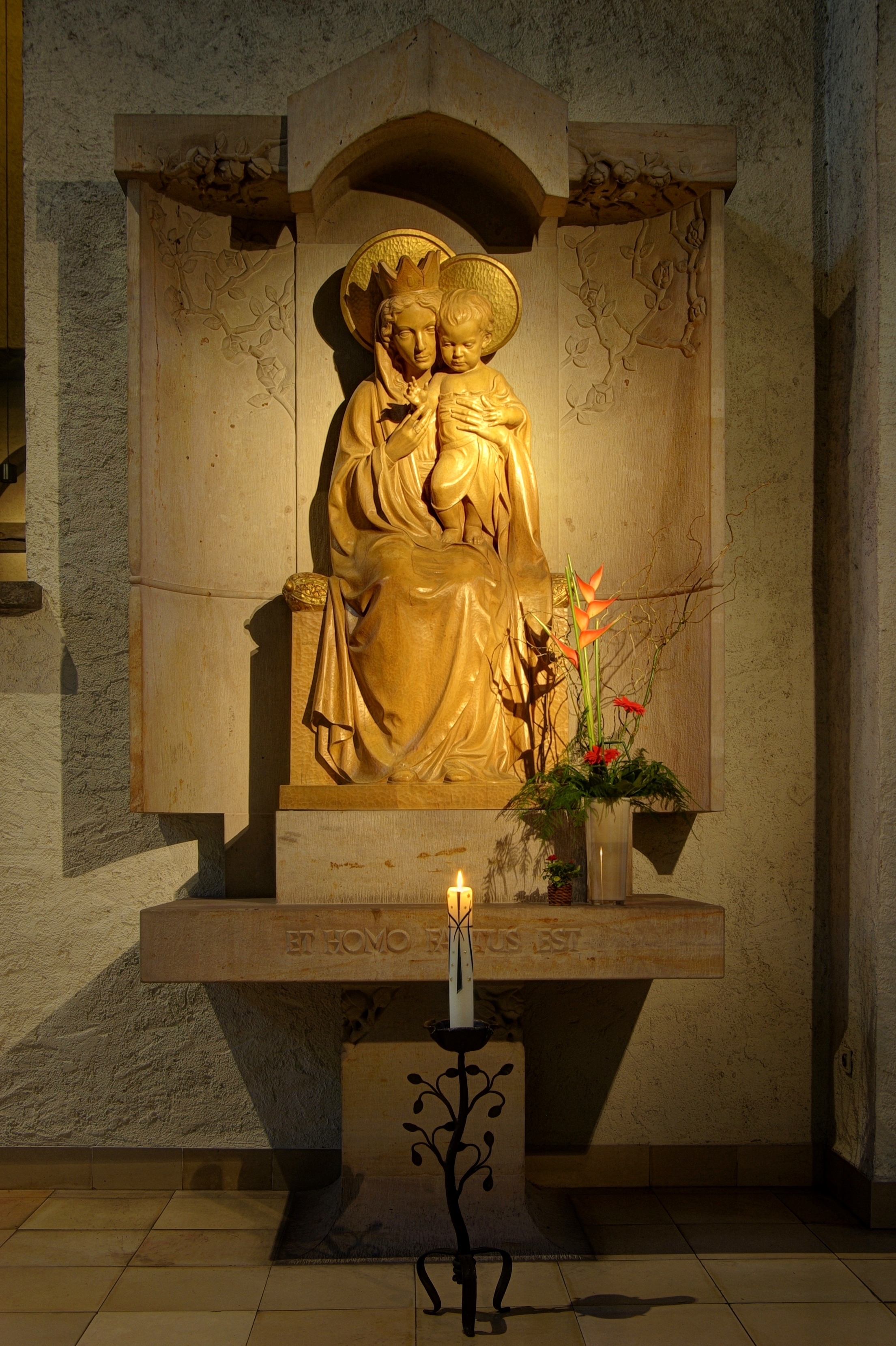
Der Chorseitenaltar mit der Madonnenstatue

Die beiden Altäre, die rechts und links des Chorbogens aufgestellt werden sollten, waren bereits Anfang des Jahres 1938 fertiggestellt. Beide wiesen einfach Kastenmensen auf und besaßen lediglich eine Inschrift in eingemeißelten Großbuchstaben. Nach 1965 ersetzte man die Tabernakel durch schlichte Silberstücke. Der südliche Altar weist eine Madonnenstatue auf, die vom Münsterschwarzacher Konventsmitglied Franz Blaser gestaltet wurde.
Die Kirche besitzt zwei Ambonen, die bereits in den dreißiger Jahren des 20. Jahrhunderts hier Aufstellung fanden. Der südliche der beiden wurde mit der Darstellung der vier abendländischen Kirchenväter verziert. 1954 ergänzte man eine hölzerne Adlerstatue mit ausgebreiteten Schwingen für den Ambo der Nordseite. Das Gestühl, aus furniertem Eichenholz gearbeitet, wurde zwischen Dezember 1936 und Juli 1937 in die Kirche gebracht.
Bemerkenswert ist der Abtsstuhl, der 1940 im Kircheninneren aufgestellt wurde. Er war bereits in den Entwürfen Albert Boßlets vorhanden und wurde schließlich Ende 1939 vom Hammelburger Schnitzer Josef Ruppert erstellt. Der Stuhl wurde in romanischer Manier gebaut und zitiert seine mittelalterlichen Vorgänger. Die Beichtstühle der Kirche, von der Klosterwerkstatt geschaffen, entsprachen mit ihrer Holzsichtigkeit der Bestuhlung des Gotteshauses.